# Медаль Менсона
Медаль Менсона (англ. The Manson Medal) — наукова нагорода британського Королівського товариства тропічної медицини та гігієни (англ. Royal Society of Tropical Medicine and Hygiene (RSTMH), яку воно присуджує починаючи з 1923 року раз на три роки за видатні дослідження у галузях тропічної медицини та гігієни, які такими визначає Рада товариства. Тільки члени Королівського товариства тропічної медицини та гігієни можуть бути номіновані на цю нагороду.
Медаль назвали на честь батька клінічної паразитології та тропічної медицини, шотландського науковця, лікаря сера Патріка Менсона. Ця бронзова медаль містить профільний портрет Менсона на аверсі, а на реверсі гірлянду з дубового листя оточують викарбувані слова «Тропічна медицина. Р. Х. 1922» (англ. Tropical Medicine. A.D. 1922), рік, в якому сер Патрік помер.

## Список нагороджених
| Рік  | Нагороджений                     |
| ---- | -------------------------------- |
| 1923 | Девід Брюс                       |
| 1926 | Етторе Маркіафава                |
| 1929 | Рональд Росс                     |
| 1932 | Теобальд Сміт                    |
| 1935 | Джон Вільям Вотсон Стефенс       |
| 1938 | Леонард Роджерс                  |
| 1941 | Еміль Брумпт                     |
| 1944 | Рікард Крістоферс                |
| 1947 | Чарлз Морлі Веньйон              |
| 1950 | Нейл Гамільтон Фейрлі            |
| 1953 | Джером Родгейн                   |
| 1956 | Джон Александр Сінтон            |
| 1959 | Генрі Едвард Шортт               |
| 1962 | Едмонд Сергент                   |
| 1965 | Сіріл Гарнем                     |
| 1968 | Джон Сміт Кнокс Бойд             |
| 1971 | Гордон Ковелл                    |
| 1974 | Сесіл Гоар                       |
| 1977 | Джемс Геар                       |
| 1980 | Річард Різ                       |
| 1983 | Ральф Лейнсон                    |
| 1986 | Вільям Трагер                    |
| 1989 | Девід Клайд                      |
| 1992 | Леонард Гудвін                   |
| 1995 | Філіп Менсон-Бер                 |
| 1998 | Девід Везеролл                   |
| 2001 | Браян Грінвуд                    |
| 2004 | Воллес Петерс                    |
| 2007 | Герберт Джайлс                   |
| 2010 | Ніколас Вайт                     |
| 2013 | Девід Молінекс                   |
| 2016 | Петер Пайот                      |
| 2019 | Джанет Гемінгуей і Девід Воррелл |